# 381 mm/50 Ansaldo Mod. 1934
381 mm/50 Ansaldo Mod. 1934 — 381-миллиметровое корабельное артиллерийское орудие, разработанное и производившееся в Италии. Состояло на вооружении Королевских ВМС Италии. Было развитием 381-мм орудия Mod. 1914, разработанного для так и не достроенных линейных кораблей типа «Франческо Караччоло». Модель 1934 года была разработана компанией Ansaldo, также производилась по лицензии компанией OTO. Различия между моделями были незначительны. Применялись во Второй мировой войне как главный калибр на линейных кораблях типа «Литторио».

## История создания
Начиная с 1928 года, в Италии велись работы по определению облика будущих линкоров Regia Marina. Был создан ряд проектов, оснащённых артиллерией от 254 до 406 миллиметров. При этом наилучшим признавался наибольший калибр. Однако итальянская промышленность того времени не располагала ни оборудованием, ни необходимым опытом для создания 406-мм орудий. Выбор такого калибра обещал значительный технический риск и мог существенно задержать сроки готовности новых линкоров. Вместе с тем, промышленность уже имела опыт производства орудий калибра 381 мм. Ранее было произведено 23 орудия для оставшихся недостроенными линкоров типа «Франческо Карачолло». Считалось, что разработка нового орудия 381-мм калибра не повлечёт за собой крупных проблем, а уменьшение калибра можно будет компенсировать увеличением количества орудий ГК на линкорах — 9 вместо 8, и повышением начальной скорости снаряда.
Конкурс на разработку и изготовление артиллерии для будущих линкоров типа «Литторио» был объявлен 12 апреля 1934 года. В нём приняли участие оба итальянских производителя тяжёлой артиллерии для флота — Ansaldo и OTO. Предложения от компаний поступили 17 мая 1934 года, при этом компания Ansaldo запросила гораздо меньшие суммы, чем её конкурент. Хотя предложение Ansaldo было признано более приемлемым, флот не желал зависеть лишь от одного поставщика. В итоге, на компанию Ansaldo возлагалась разработка и испытания орудий, а заказ на производство делился между Ansaldo и OTO.